# Salim Aliyow Ibrow
Salim Aliyow Ibrow (in somalo: Saalim Caliyoow Ibroow, in arabo سالم علييوو ايبرو‎?; ...) è un politico somalo.
È stato Primo Ministro della Somalia ad interim nel 2007, mentre da gennaio ad ottobre 2014 è stato Ministro dell'Ambiente e dell'Allevamento. In seguito è stato Ministro della Giustizia e degli Affari Costituzionali della Somalia. 

## Biografia
Ibrow è stato Primo Ministro della Somalia ad interim dal 29 ottobre al 24 novembre 2007, a seguito delle dimissioni del Primo Ministro  Ali Mohammed Ghedi. Prima di ciò egli era stato il vice-Primo Ministro di Ghedi. Nei numerosi rimpasti di governo ha ricoperto il ruolo di Ministro delle Finanze, dell'Allevamento, della Cultura e dell'Istruzione superiore. È stato tra i candidati ad essere portavoce del Parlamento dopo le dimissioni di Sharif Hassan Sheikh Aden. Egli è anche il Commissario Nazionale per l'UNESCO in Somalia. 
Ibrow è stato sostituito come Primo Ministro da Nur Hassan Hussein il 22 novembre 2007, e nominato Ministro della Giustizia e degli Affari religiosi. Il 17 gennaio 2014, Ibrow è stato nominato Ministro dell'Ambiente e dell'Allevamento dal Primo Ministro Abdiweli Sheikh Ahmed. Il 25 ottobre 2014, il suo incarico come Ministro dell'Ambiente e dell'Allevamento terminò a seguito di un rimpasto di Governo, e fu sostituito dall'ex Ministro della Giustizia e degli Affari Costituzionali della Somalia Farah Sheikh Abdulkadir Mohamed, mentre Ibrow fu assegnato all'incarico di quest'ultimo.